# Eugen Keuerleber
Eugen Keuerleber (*  9. April 1921; † 10. September 2002 in Stuttgart) war ein deutscher Museumsdirektor.
Eugen Keuerleber studierte an der Akademie der bildenden Künste in Stuttgart Malerei, Grafik, Plastik und Kunstgeschichte. 
Ab 1945 arbeitete er beim Kulturreferat und Kulturamt der Stadt Stuttgart und wurde Leiter der städtischen Gemäldesammlung, wobei die Anfänge „karg“ waren. Während seines Wirkens als Direktor der Galerie der Stadt Stuttgart von 1961 bis Mitte der 1980er Jahre erreichte die Sammlung internationales Ansehen. Keuerleber machte neben der schwäbischen Freilichtmalerei mit deren Hauptexponenten, neben der Stuttgarter Hölzel-Schule und neben der erheblich erweiterten Abteilung zeitgenössischer Kunst insbesondere Otto Dix zu einem weiteren Schwerpunkt des Hauses, wozu er zahlreiche Veröffentlichungen herausbrachte. Auch gelang es ihm trotz der Raumnot im Kunstgebäude Stuttgart, in dem die Städtische Galerie seit 1961 untergebracht war, mit der Einrichtung eines kleinen Kabinetts unter der Bezeichnung „Raum 1“ ein weithin anerkanntes Plateau zu schaffen für die Präsentation von Werkgruppen einzelner Künstler, von Themenausstellungen und von Zeit zu Zeit auch Teilen der graphischen Sammlung, von Bildern aus dem Magazin oder der Vorstellung von Neuerwerbungen.
Eugen Keuerleber war Träger des Bundesverdienstkreuzes am Bande. 